# Municipio de Baldwin (condado de Iosco)
El municipio de Baldwin (en inglés: Baldwin Township) es un municipio ubicado en el condado de Iosco en el estado estadounidense de Míchigan. En el año 2010 tenía una población de 1694 habitantes y una densidad poblacional de 20,89 personas por km².

## Geografía
El municipio de Baldwin se encuentra ubicado en las coordenadas 44°19′14″N 83°28′23″O / 44.32056, -83.47306. Según la Oficina del Censo de los Estados Unidos, el municipio tiene una superficie total de 81.09 km², de la cual 73,6 km² corresponden a tierra firme y (9,23 %) 7,49 km² es agua.

## Demografía
Según el censo de 2010, había 1694 personas residiendo en el municipio de Baldwin. La densidad de población era de 20,89 hab./km². De los 1694 habitantes, el municipio de Baldwin estaba compuesto por el 96,87 % blancos, el 0,47 % eran afroamericanos, el 1 % eran amerindios, el 0,35 % eran asiáticos, el 0,35 % eran de otras razas y el 0,94 % eran de una mezcla de razas. Del total de la población el 1 % eran hispanos o latinos de cualquier raza.